# Liste des conseillers départementaux de l'Ain
Pour un article plus général, voir Conseil départemental de l'Ain.

## Composition du conseil départemental de l'Ain(46 sièges)

### Mandature 2021-2028
| Parti                                       | Sigle | Sigle | Élus |
| ------------------------------------------- | ----- | ----- | ---- |
| Majorité (42 sièges)                        |       |       |      |
| Union de la droite et du centre (42 sièges) |       |       |      |
| Les Républicains                            |       | LR    | 22   |
| Divers droite                               |       | DVD   | 12   |
| Union des démocrates et indépendants        |       | UDI   | 6    |
| Horizons                                    |       | HOR   | 1    |
| Mouvement démocrate                         |       | MoDem | 1    |
| Opposition (4 sièges)                       |       |       |      |
| Groupe l'Ain à gauche (4 sièges)            |       |       |      |
| Parti socialiste                            |       | PS    | 2    |
| Divers gauche                               |       | DVG   | 2    |
| Président du Conseil départemental          |       |       |      |
| Jean Deguerry (LR)                          |       |       |      |

## Liste des conseillers départementaux de l'Ain
Liste des cantons de l'Ain.
| Canton                             | Conseillers départementaux | Parti | Parti | Autres mandats ou fonctions               |
| ---------------------------------- | -------------------------- | ----- | ----- | ----------------------------------------- |
| Canton d'Ambérieu-en-Bugey         | Aurélie Petit              |       | LR    | Adjointe au maire d'Ambérieu-en-Bugey     |
| Canton d'Ambérieu-en-Bugey         | Joël Brunet                |       | LR    | Maire de Château-Gaillard                 |
| Canton d'Attignat                  | Clotilde Fournier          |       | DVD   | Maire de Saint Sulpice                    |
| Canton d'Attignat                  | Walter Martin              |       | LR    | Maire d'Attignat                          |
| Canton de Belley                   | Jean-Yves Hédon            |       | LR    | Adjoint au maire de Belley                |
| Canton de Belley                   | Aurélie Borel              |       | LR    | Conseillère municipale de Peyrieu         |
| Canton de Bourg-en-Bresse-1        | Hélène Maréchal            |       | LR    |                                           |
| Canton de Bourg-en-Bresse-1        | Alexis Morand              |       | LR    | Adjoint au maire de Viriat                |
| Canton de Bourg-en-Bresse-2        | Hélène Cedileau            |       | DVD   | Maire de Péronnas                         |
| Canton de Bourg-en-Bresse-2        | Pierre Lurin               |       | LR    |                                           |
| Canton de Ceyzériat                | Jean-Yves Flochon          |       | LR    | Maire de Ceyzériat                        |
| Canton de Ceyzériat                | Martine Tabouret           |       | DVD   | Maire de Dompierre-sur-Veyle              |
| Canton de Châtillon-sur-Chalaronne | Patricia Chmara            |       | DVD   | Adjointe au maire de Montceaux            |
| Canton de Châtillon-sur-Chalaronne | Patrick Mathias            |       | LR    | Maire de Châtillon-sur-Chalaronne         |
| Canton de Gex                      | Gérard Paoli               |       | UDI   |                                           |
| Canton de Gex                      | Véronique Baude            |       | LR    | Adjointe au maire de Divonne-les-Bains    |
| Canton de Lagnieu                  | Charles de La Verpillière  |       | LR    |                                           |
| Canton de Lagnieu                  | Viviane Vaudray            |       | DVD   | Adjointe au maire de Lhuis                |
| Canton de Meximieux                | Romain Daubié              |       | MoDem | Député de la 2e circonscription de l'Ain  |
| Canton de Meximieux                | Élisabeth Laroche          |       | LR    | Adjointe au maire de Meximieux            |
| Canton de Miribel                  | Jean-Pierre Gaitet         |       | LR    | Maire de Miribel                          |
| Canton de Miribel                  | Caroline Terrier           |       | HOR   | Maire de Beynost                          |
| Canton de Nantua                   | Jean Deguerry              |       | LR    | Conseiller municipal de Montréal-la-Cluse |
| Canton de Nantua                   | Laurence Poncet            |       | LR    |                                           |
| Canton d'Oyonnax                   | Carmen Flore               |       | DVD   | Adjointe au maire d'Arbent                |
| Canton d'Oyonnax                   | Michel Perraud             |       | UDI   | Maire d'Oyonnax                           |
| Canton de Plateau d'Hauteville     | Philippe Émin              |       | LR    | Maire de Plateau-d'Hauteville             |
| Canton de Plateau d'Hauteville     | Annie Meuriau              |       | DVD   | Maire d'Arvière-en-Valromey               |
| Canton de Pont-d'Ain               | Damien Abad                |       | DVD   | Député de la 5e circonscription de l'Ain  |
| Canton de Pont-d'Ain               | Marie-Christine Chapel     |       | DVD   | Maire de Boyeux-Saint-Jérôme              |
| Canton de Replonges                | Guy Billoudet              |       | LR    | Maire de Feillens                         |
| Canton de Replonges                | Valérie Guyon              |       | DVD   | Maire de Saint-Nizier-le-Bouchoux         |
| Canton de Saint-Étienne-du-Bois    | Alain Chapuis              |       | DVD   | Maire de Saint Étienne-du-Bois            |
| Canton de Saint-Étienne-du-Bois    | Catherine Journet          |       | DVD   |                                           |
| Canton de Saint-Genis-Pouilly      | Aurélie Charillon          |       | LR    | Maire de Prévessin-Moëns                  |
| Canton de Saint-Genis-Pouilly      | Pierre-Marie Philipps      |       | UDI   | Adjoint au maire de Ferney-Voltaire       |
| Canton de Thoiry                   | Muriel Bénier              |       | LR    | Maire de Thoiry                           |
| Canton de Thoiry                   | Michel Brulhart            |       | LR    | Maire de Saint-Jean-de-Gonville           |
| Canton de Trévoux                  | Nathalie Barde             |       | UDI   |                                           |
| Canton de Trévoux                  | Marc Pechoux               |       | LR    | Maire de Trévoux                          |
| Canton de Valserhône               | Anne-Laure Olliet          |       | DVG   |                                           |
| Canton de Valserhône               | Guy Larmanjat              |       | DVG   |                                           |
| Canton de Villars-les-Dombes       | Henri Cormorèche           |       | UDI   | Maire de Mionnay                          |
| Canton de Villars-les-Dombes       | Alexandrine Butillon       |       | UDI   |                                           |
| Canton de Vonnas                   | Christophe Greffet         |       | PS    | Maire de Saint-Genis-sur-Menthon          |
| Canton de Vonnas                   | Mireille Louis             |       | PS    |                                           |

### Mandature 2015-2021
| Parti                                       | Sigle | Sigle | Élus |
| ------------------------------------------- | ----- | ----- | ---- |
| Majorité (42 sièges)                        |       |       |      |
| Union de la droite et du centre (42 sièges) |       |       |      |
| Les Républicains                            |       | LR    | 23   |
| Divers droite                               |       | DVD   | 11   |
| Union des démocrates et indépendants        |       | UDI   | 8    |
| Opposition (4 sièges)                       |       |       |      |
| Groupe l'Ain à gauche (4 sièges)            |       |       |      |
| Divers gauche                               |       | DVG   | 1    |
| Divers centre                               |       | DVC   | 1    |
| Parti socialiste                            |       | PS    | 2    |
| Président du Conseil départemental          |       |       |      |
| Jean Deguerry (DVD-LR)                      |       |       |      |

| Canton                             | Conseillers départementaux | Parti | Parti                      | Autres mandats ou fonctions |
| ---------------------------------- | -------------------------- | ----- | -------------------------- | --- |
| Canton d'Ambérieu-en-Bugey         | Sandrine Castellano        |       | UDI                        | Ex-Adjointe au maire d'Ambérieu-en-Bugey |
| Canton d'Ambérieu-en-Bugey         | Christophe Fortin          |       | LR                         | 5e adjoint au maire d'Ambérieu-en-Bugey |
| Canton d'Attignat                  | Clotilde Fournier          |       | DVD                        | Maire de Saint Sulpice |
| Canton d'Attignat                  | Walter Martin              |       | DVD                        | Maire d'Attignat Vice-président de la Communauté d'agglomération du Bassin de Bourg-en-Bresse Président du Syndicat intercommunal d'énergie et de e-communication de l'Ain (SIEA) |
| Canton de Belley                   | Jean-Yves Hédon            |       | LR                         | 1er adjoint au maire de Belley |
| Canton de Belley                   | Carène Tardy               |       | LR                         | |
| Canton de Bourg-en-Bresse-1        | Hélène Maréchal            |       | LR                         | |
| Canton de Bourg-en-Bresse-1        | Bernard Perret             |       | DVD                        | Maire de Viriat Vice-président de la Communauté d'agglomération du Bassin de Bourg-en-Bresse                                                                                      |
| Canton de Bourg-en-Bresse-2        | Hélène Cedileau            |       | DVD                        | Maire de Péronnas |
| Canton de Bourg-en-Bresse-2        | Pierre Lurin               |       | LR                         | Ancien conseiller municipal de Bourg-en-Bresse (2014-2020) |
| Canton de Ceyzériat                | Jean-Yves Flochon          |       | LR                         | Maire de Ceyzériat Vice-président de la Communauté d'agglomération du Bassin de Bourg-en-Bresse                                                                                   |
| Canton de Ceyzériat                | Martine Tabouret           |       | DVD                        | Maire de Dompierre-sur-Veyle Vice-Présidente déléguée aux collèges, aux affaires scolaires, à la jeunesse et à l'enseignement supérieur                                           |
| Canton de Châtillon-sur-Chalaronne | Roland Bernigaud           |       | UDI                        | Ancien maire de Saint-Paul-de-Varax |
| Canton de Châtillon-sur-Chalaronne | Muriel Luga-Giraud         |       | UDI                        | Ancienne maire de Saint-Didier-sur-Chalaronne Ex-Présidente de la Communauté de communes Val de Saône - Chalaronne                                                                |
| Canton de Gex                      | Gérard Paoli               |       | UDI                        | Ancien maire de Gex Vice-Président délégué à l'économie, aux affaires transfrontalières européennes et internationales                                                            |
| Canton de Gex                      | Véronique Baude            |       | LR                         | Adjointe au maire de Divonne-les-Bains |
| Canton d'Hauteville-Lompnes        | Philippe Émin              |       | LR                         | Maire de Plateau-d'Hauteville |
| Canton d'Hauteville-Lompnes        | Annie Meuriau              |       | DVD                        | Maire d'Arvière-en-Valromey |
| Canton de Lagnieu                  | Charles de La Verpillière  |       | LR                         | Député de la 2e circonscription de l'Ain |
| Canton de Lagnieu                  | Viviane Vaudray            |       | DVD                        | 1re adjointe au maire de Lhuis |
| Canton de Meximieux                | Romain Daubié              |       | DVD - LR jusqu'à mars 2022 | Maire de Montluel |
| Canton de Meximieux                | Élisabeth Laroche          |       | LR                         | 1re adjointe au maire de Meximieux |
| Canton de Miribel                  | Jean-Pierre Gaitet         |       | LR                         | Maire de Miribel 1er Vice-Président de la Communauté de communes de Miribel et du Plateau                                                                                         |
| Canton de Miribel                  | Caroline Terrier           |       | LR                         | Maire de Beynost Présidente de la Communauté de communes de Miribel et du Plateau                                                                                                 |
| Canton de Nantua                   | Jean Deguerry              |       | LR                         | Président du Conseil départemental de l'Ain Adjoint au maire de Montréal-la-Cluse Président de la Communauté de communes Haut Bugey                                               |
| Canton de Nantua                   | Natacha Lorillard          |       | LR                         | Conseillère municipale d'opposition de Bellignat |
| Canton d'Oyonnax                   | Liliane Maissiat           |       | LR                         | Ancienne maire d'Arbent |
| Canton d'Oyonnax                   | Michel Perraud             |       | UDI                        | Maire d'Oyonnax 1er Vice-président de la Communauté de communes Haut Bugey |
| Canton de Pont-d'Ain               | Damien Abad                |       | LR                         | Ancien Président du Conseil départemental de l'Ain Député de la 5e circonscription de l'Ain                                                                                       |
| Canton de Pont-d'Ain               | Marie-Christine Chapel     |       | DVD                        | Maire de Boyeux-Saint Jérôme |
| Canton de Replonges                | Guy Billoudet              |       | LR                         | Maire de Feillens Président de la Communauté de communes Bresse et Saône |
| Canton de Replonges                | Valérie Guyon              |       | DVD                        | Maire de Saint-Nizier-le-Bouchoux 11e Vice-Présidente de la Communauté d'agglomération du Bassin de Bourg-en-Bresse                                                               |
| Canton de Saint-Étienne-du-Bois    | Alain Chapuis              |       | DVD                        | Maire de Saint Étienne-du-Bois Conseiller communautaire Communauté d'agglomération du Bassin de Bourg-en-Bresse                                                                   |
| Canton de Saint-Étienne-du-Bois    | Catherine Journet          |       | DVD                        | |
| Canton de Saint-Genis-Pouilly      | Aurélie Charillon          |       | LR                         | Maire de Prévessin-Moëns 3e Vice-Présidente de la Communauté d'agglomération du Pays de Gex                                                                                       |
| Canton de Saint-Genis-Pouilly      | Daniel Raphoz              |       | UDI                        | Maire de Ferney-Voltaire 6e Vice-Président de la Communauté d'agglomération du Pays de Gex                                                                                        |
| Canton de Thoiry                   | Muriel Bénier              |       | LR                         | Maire de Thoiry 1re Vice-Présidente de la Communauté d'agglomération du Pays de Gex                                                                                               |
| Canton de Thoiry                   | Michel Brulhart            |       | LR                         | Maire de Saint-Jean-de-Gonville |
| Canton de Trévoux                  | Nathalie Barde             |       | UDI                        | |
| Canton de Trévoux                  | Marc Pechoux               |       | LR                         | Maire de Trévoux Président de la Communauté de communes Dombes-Saône Vallée |
| Canton de Valserhône               | Myriam Bouvet-Multon       |       | DVC                        | Conseillère municipale d'opposition de Valserhône |
| Canton de Valserhône               | Guy Larmanjat              |       | PS                         | |
| Canton de Villars-les-Dombes       | Henri Cormorèche           |       | UDI                        | Maire de Mionnay Conseiller municipal de la Communauté de communes de la Dombes                                                                                                   |
| Canton de Villars-les-Dombes       | Brigitte Coulon            |       | LR                         | Ancien maire de Rancé |
| Canton de Vonnas                   | Christophe Greffet         |       | PS                         | Maire de Saint Genis-sur-Menthon Président de la Communauté de communes de la Veyle                                                                                               |
| Canton de Vonnas                   | Mireille Louis             |       | DVG                        | |

## Liste des 43 anciens conseillers généraux de l'Ain
| Canton                            | Circ. | Conseiller départemental  | Parti | Parti | Série |
| --------------------------------- | ----- | ------------------------- | ----- | ----- | ----- |
| Arrondissement de Belley          |       |                           |       |       |       |
| Ambérieu-en-Bugey                 | 5     | Daniel Bénassy            |       | DVG   | 2008  |
| Belley                            | 3     | Jean-Marc Fognini         |       | PS    | 2011  |
| Champagne-en-Valromey             | 5     | Jean-Baptiste Zambelli    |       | DVG   | 2008  |
| Hauteville-Lompnes                | 5     | Jacques Rabut             |       | DVG   | 2011  |
| Lagnieu                           | 2     | Charles de la Verpillière |       | UMP   | 2008  |
| Lhuis                             | 5     | Daniel Béguet             |       | DVG   | 2011  |
| Saint-Rambert-en-Bugey            | 5     | Gilbert Bouchon           |       | DVG   | 2008  |
| Seyssel                           | 3     | Christophe Bérardi        |       | PS    | 2011  |
| Virieu-le-Grand                   | 5     | Pascale Guillon           |       | DVG   | 2011  |
| Arrondissement de Bourg-en-Bresse |       |                           |       |       |       |
| Bâgé-le-Châtel                    | 4     | Guy Billoudet             |       | DVD   | 2011  |
| Bourg-en-Bresse-Est               | 1     | Rachel Mazuir             |       | PS    | 2008  |
| Bourg-en-Bresse-Nord-Centre       | 1     | Guillaume Lacroix         |       | PRG   | 2008  |
| Bourg-en-Bresse-Sud               | 4     | Jean-Paul Rodet           |       | PS    | 2008  |
| Ceyzériat                         | 1     | Jean-Yves Flochon         |       | UMP   | 2008  |
| Chalamont                         | 4     | Gérard Branchy            |       | DVG   | 2008  |
| Châtillon-sur-Chalaronne          | 4     | Yves Clayette             |       | UMP   | 2011  |
| Coligny                           | 1     | Alain Gestas              |       | DVG   | 2011  |
| Meximieux                         | 2     | Claude Marcou             |       | DLR   | 2008  |
| Miribel                           | 2     | Pierre Goubet             |       | DVG   | 2011  |
| Montluel                          | 2     | Danielle Bouchard         |       | DVD   | 2011  |
| Péronnas                          | 4     | Christian Chanel          |       | DVD   | 2011  |
| Pont-d'Ain                        | 1     | Serge Fondraz             |       | DVG   | 2011  |
| Pont-de-Vaux                      | 1     | Henri Guillermin          |       | UMP   | 2008  |
| Pont-de-Veyle                     | 4     | Christophe Greffet        |       | PS    | 2011  |
| Reyrieux                          | 2     | Olivier Eyraud            |       | FN    | 2008  |
| Saint-Trivier-de-Courtes          | 1     | Armel Morel               |       | DVD   | 2011  |
| Saint-Trivier-sur-Moignans        | 4     | Christine Gonnu           |       | PS    | 2008  |
| Thoissey                          | 4     | André Philippon           |       | DVG   | 2011  |
| Treffort-Cuisiat                  | 1     | Denis Perron              |       | DVG   | 2008  |
| Trévoux                           | 2     | Patrick Rousset           |       | DVG   | 2011  |
| Villars-les-Dombes                | 4     | Georges Faverjon          |       | DVG   | 2011  |
| Viriat                            | 1     | Bernard Perret            |       | DVD   | 2011  |
| Arrondissement de Gex             |       |                           |       |       |       |
| Collonges                         | 3     | Daniel Juliet             |       | DVD   | 2008  |
| Ferney-Voltaire                   | 3     | Jean-Paul Laurenson       |       | DVG   | 2011  |
| Canton de Gex                     | 3     | Gérard Paoli              |       | UMP   | 2008  |
| Arrondissement de Nantua          |       |                           |       |       |       |
| Bellegarde-sur-Valserine          | 3     | Guy Larmanjat             |       | PS    | 2011  |
| Brénod                            | 5     | Michel Rivat              |       | DVG   | 2008  |
| Izernore                          | 5     | Mario Borroni             |       | DVG   | 2008  |
| Nantua                            | 5     | Jean Deguerry             |       | DVD   | 2011  |
| Oyonnax-Nord                      | 5     | Alexandre Tachdjian       |       | UMP   | 2008  |
| Oyonnax-Sud                       | 5     | Michel Perraud            |       | UDI   | 2008  |
| Poncin                            | 5     | Jean Chabry               |       | DVD   | 2011  |